# Ken Berry (Eishockeyspieler)
Kenneth Edward „Ken“ Berry (* 21. Juni 1960 in Burnaby, British Columbia) ist ein ehemaliger kanadischer Eishockeyspieler (Linksaußen), der von 1981 bis 1993 für die Edmonton Oilers und die Vancouver Canucks in der National Hockey League sowie für den SV Bayreuth und den EC Hedos München in der deutschen Eishockey-Bundesliga spielte.

## Karriere
Schon als Junior sorgte er bei den New Westminster Bruins für Aufsehen. Als Topscorer im Jugend-Team der Bruins in der BCJHL nominierte man ihn für das WHL-Juniorenteam, das sich als Titelverteidiger erneut für die Finals zum Memorial Cup qualifiziert hatte. Hier spielte er unter anderem zusammen mit den späteren NHL-Spielern John Ogrodnick und Stan Smyl sowie seinem späteren Vorgänger beim EC Hedos München, Scott MacLeod. Mit zwei Toren und drei Vorlagen rechtfertigte er seine Berücksichtigung und half mit erneut den Titel zu holen.
In New Westminster setzte man große Erwartungen in ihn, doch er entschied sich, seine Ausbildung über den sportlichen Erfolg zu stellen und wechselte an die University of Denver. Nach zwei Jahren dort bereitete er sich mit der kanadischen Nationalmannschaft auf die Olympischen Winterspiele 1980 in Lake Placid vor. Hierfür unterbrach er sein Studium für ein Jahr, um bei Olympia mit dabei sein zu können. Das Team war nicht erfolgreich, aber Berry gelangen vier Tore in den sechs Spielen.
Nach der Olympiade sicherten die Vancouver Canucks sich beim NHL Entry Draft 1980 in der fünften Runde, als sie ihn als 112. auswählten. Er spielte zwei Jahre in der Central Hockey League für Wichita Wind und wurde in dieser Zeit an die Edmonton Oilers. In der Saison 1981/82 kam er auch zu seinem NHL-Debüt.
Die Oilers um Wayne Gretzky waren zu dieser zeit jedoch so stark besetzt, dass er sich nicht durchsetzen konnte. Er spielte in den AHL-Farmteams der Oilers, zuerst bei den Moncton Alpines, später bei den Nova Scotia Oilers.
Zur Bundesliga-Saison 1985/86 folgte er seinem Bruder Doug nach Deutschland und spielte dort ein Jahr für den SV Bayreuth. Nach dem Abstieg in die 2. Liga folgte er dem Ruf des kanadischen Nationaltrainers Dave King und spielte zwei Jahre mit der Nationalmannschaft, die sich auf die Olympischen Winterspiele 1988 in Calgary vorbereiteten. Wieder konnten die Kanadier keine Medaille gewinnen und wieder war die Leistung von Berry, der sechs Punkte in acht Spielen erreichte, gut. Diese Leistung war auch für ein Vertragsangebot ausschlaggebend, dass ihm die Vancouver Canucks unterbreiteten. In Vancouver traf er mit Stan Smyl auf einen alten Bekannten. Im Team stand auch der erst 22-jährige Dan Hodgson. Erneut gelang es ihm nicht sich in der NHL einen Stammplatz zu erkämpfen.
Der EC Hedos München war zur Saison 1989/90 in die Bundesliga aufgestiegen. Den beiden Zuschauerlieblingen Doug Morrison und Scott MacLeod traute man das erforderliche Niveau nicht zu und so wurde Ken Berry verpflichtet. An seiner Seite stürmte Dale Derkatch. Die beiden konnten mit sehr attraktivem Spiel die ehemaligen Stars schnell vergessen machen und entwickelten sich zu den neuen Zuschauerlieblingen in München. Noch vor Beginn der ersten Saison in München gastierten die Edmonton Oilers in Deutschland und spielten auch gegen den EC Hedos. Mit einer beeindruckenden Leistung in diesem Spiel zeigte Berry noch einmal einem NHL Team sein Können. Nachdem Derkatch nach Saisonende München wieder verlassen hatte, wurde Dan Hodgson neuer Sturmpartner von Berry. Nach vier Spielzeiten in München beendete Ken Berry seine aktive Karriere. Im Jahr 1999 kehrte Ken Berry noch einmal nach München zurück und spielte an der Seite seines Freundes und Vereinsgründers Franz Jüttner ein Punktspiel für den HC München 98 in der Bezirksliga, bei dem er zwei Tore erzielte.

## Sportliche Erfolge
- Memorial Cup: 1978

### Persönliche Auszeichnungen
- BCJHL Second All-Star Team: 1978